# Nanstelocephala physalacrioides
Nanstelocephala physalacrioides är en svampart som beskrevs av Oberw. & R.H. Petersen 1990. Nanstelocephala physalacrioides ingår i släktet Nanstelocephala och familjen spindlingar.   Inga underarter finns listade i Catalogue of Life.